# Olivadi
Olivadi (Livàdion, Λιβάδιον in greco ) è un comune italiano di 486 abitanti della provincia di Catanzaro in Calabria.

## Storia
Olivadi, piccolo centro delle preserre nella parte meridionale della provincia di Catanzaro, accomuna le sue origini a quelle di tanti altri paesi della zona e di altre aree della Regione.
Va premesso, prima di ogni discorso sulle origini e sulla storia di Olivadi, che l'intera zona che va da Catanzaro a Cardinale e Torre di Ruggiero fu interessata nel periodo Neolitico da insediamenti umani.
Se si dovesse prestare fede alle parole del padre Lodovico Pontieri, biografo del Venerabile Antonio Pontieri, cappuccino: “Olivadi picciola terra della diocesi di Squillace… fondata, circa l'undecimo secolo, da Roggerio, Conte del/e Calabrie, e da' suoi valorosi Normanni…“, si potrebbe affermare che le origini di Olivadi risalgono al 1000, ma queste notizie non forniscono una risposta definitiva e del tutto esauriente al problema.
Infatti, le origini di Olivadi, avvolte ufficialmente nel mistero, si fanno risalire, in maniera plausibile, ad almeno un secolo prima, all'epoca cioè, dell'arretramento della Città di Squillace (Skilletion o Scolacium) o ad insediamenti di popolazioni al seguito dei monaci basiliani (Convento di Torre Spadola (oggi Torre Ruggiero) o Monastero dell'Arsafìa (oggi Monasterace).
La documentazione ufficiale più antica ed inconfutabile che riferisce di Olivadi consiste in Registri della Cancelleria Angioina del 1272 e del 1310, dove si legge, tra l'altro… de casali Libathi. Tale elemento toponomastico dà la certezza che il centro abitato di Olivadi aveva l'originario nome greco di libàdion, termine che indicava una zona piana, erbosa, umida, pratosa. In effetti, esiste una pianura, detta Runci, oggi una prospera area coltivata, ma un tempo, probabilmente, umida ed acquitrinosa. Da ciò riusciamo a comprendere l'origine del nome di Olivadi che ci è pervenuto oggi per com'è, trasformandosi nei secoli (per latinizzazione e volgarizzazione) da:
tò libàdion (t) o libàdion (VIII-IX sec.) - libàthion (XIII sec.) - Livàdi o lolivàdi (XVI sec.) - Olivadi (dal 1700).
È chiaro quindi che il toponimo attuale di Olivadi, nulla ha che fare con l'olivo!
Olivadi non vanta un glorioso passato né personaggi o eventi che ne abbiano esaltato la notorietà. Pur tuttavia, è importante sapere che esso ha dato i natali a persone che, per l'epoca in cui vissero e per le allora condizioni sociali della Calabria, hanno di certo contribuito ad accrescere quel lustro che oggi, purtroppo, è negato a questa piccola comunità.
Anche Olivadi, come quasi tutti i casali della zona si emanciparono ad Universitas ossia a comunità con un minimo di organizzazione interna e di autonomia amministrativa sia rispetto allo status di casale rurale sia rispetto al centro sede del feudatario, dopo l'avvento degli Aragonesi agli inizi del ‘400.
Inoltre, gli Aragonesi prima e poi i Borgia rinfoltirono i centri con famiglie notabili giunte con loro direttamente dalla Spagna, allo scopo di una migliore gestione del territorio.
D'altronde, stante la notizia più antica su famiglie presenti in Olivadi, che è quella riscontrabile nella Platea del Monastero di Santo Stefano del Bosco (oggi Serra San Bruno) del 1533, a cura dell'Amectis, un certo Martino Mellace era già proprietario di terre confinanti con quelle del monastero, in agro di Petrizzi. Ciò evidenzia che vi era già stata l'emancipazione ad Universitas con conseguente ed inequivocabile stratificazione sociale.
Olivadi seguì sempre e comunque le vicende del Principato di Squillace, anzi nel 1619 ne diventa la parte più estrema a sud, dopo la varie cessioni di Cardinale, Satriano, Soverato, San Vito e Cenadi ed altri casali. A tal proposito, vi è da evidenziare un elemento urbanistico che si collega a tale nuova situazione amministrativa: infatti, un'importante costruzione, pur negli ultimi ruderi, dimostra come la sua impostazione costruttiva a mo' di fortilizio, dovesse rappresentare l'avamposto dell'intero feudo ridisegnato (Casa Mellace).
Olivadi divenne Comune nel 1811, in pieno decennio francese, al pari di tutti i comuni vicini.
La storia di Olivadi è pesantemente influenzata dagli eventi sismici, come del resto quella della maggior parte dei comuni della regione. Particolarmente disastrosi sono stati i seguenti terremoti:
- la scossa dell'VIII grado del 27-03-1638 causò il crollo di 25 case e di 2 chiese;
- la scossa del IX-X grado del 05-11-1659 comportò che il paese, censito per 72 fuochi, fu distrutto quasi completamente. Secondo la relazione ufficiale del presidente De Marinis, crollarono 85 case e la chiesa di S. Nicola; fu gravemente danneggiata la chiesa madre e vi furono 66 morti. La relazione inviata dall’università al preside della provincia segnalava invece 103 case cadute, le abitazioni rimanenti e le chiese gravemente lesionate, 47 persone morte e 17 ferite;
- la scossa del X grado Mercalli del 28 marzo 1783 causò il crollo della maggior parte degli edifici e lesionò le poche costruzioni rimanenti rendendole inabitabili;
- il terremoto del IX grado dell'8 settembre 1905 causò danni gravissimi: il paese fu quasi interamente distrutto, restarono in piedi solo poche case; la chiesa arcipretale ebbe il muro di prospetto caduto a metà e gli archi lesionati, minacciando così di crollare completamente;

### La strage di Olivadi
Il 21 giugno 1908, il comune di Olivadi fu teatro di una protesta popolare a motivo dei mancati aiuti per la ricostruzione dopo il terremoto che aveva funestato il paese tre anni prima. Le conseguenze del cataclisma, infatti, pesavano ancora gravemente sulla vita degli abitanti. La manifestazione fu repressa da alcuni carabinieri, che spararono sulla folla uccidendo quattro persone e ferendone altrettante.

### Simboli
Lo stemma e il gonfalone del comune di Olivadi sono stati concessi con decreto del presidente della Repubblica del 21 novembre 1995.

## Monumenti e luoghi d'interesse
I monumenti più significativi del paese restano oggi alcuni portali a corredo delle dimore delle famiglie notabili. Esiste un mirabile esempio di condotta di mulino ad acqua risalente al ‘700, con anelli in granito. Mentre l'edilizia religiosa è oggi assai più ridotta, limitandosi alla chiesa del Crocifisso (già S. Nicola). Un lodevole esempio di recupero architettonico e funzionale è rappresentato dal Teatro “S. Elia”, ricavato dalla antichissima Chiesa Madre ormai rudere a causa di svariate vicende calamitose.
Ma il manufatto sicuramente più interessante ed antico di Olivadi (in comune con altri due paesi) è la diga cosiddetta di Muru Ruttu fatta costruire da Ruggiero I Gran Conte di Calabria prima del 1100, al fine di ricavare dalla ubertosa ed acquitrinosa pianura dei Runci una pescaia.
Si conserva nella parrocchia, oltre ad un Crocifisso ligneo dei primi del ‘600, opera del frate siciliano Umile da Petralia, al secolo Giovan Francesco Pintorno, una Madonna delle Grazie, sicuramente anteriore al Concilio Tridentino per via dell'immagine del seno scoperto.

## Società

### Evoluzione demografica
Abitanti censiti

## Geografia antropica
L'impianto urbanistico originario (comune ad altri centri della zona) è di agevole interpretazione, in quanto esso risponde al criterio (tipicamente bizantino) dello sviluppo lungo l'asse est-ovest; orientamento che, secondo la visione ecclesiastica antica, indicava la ‘linea sacra” in quanto parallela al percorso del Sole, simbolo della luce divina. L'espansione lungo questa direttrice è segnata visibilmente dall'asse viario individuato dalla “Cona" e dalla via Umberto e Gradoni San Rocco; una sorta di decumano maggiore che trova il suo centro ed apice nella piccola piazza dove, pochi decenni fa, prospettava la facciata dell'antica chiesa matrice, ubicata appunto sul punto più alto della dorsale sulla quale l'agglomerato urbano ha avuto (si ritiene) il suo iniziale sviluppo.
Rimanendo ancora nell'area del nucleo antico, è interessante notare la disposizione delle piccole chiese situate, secondo le direzioni cardinali, nei punti si ingresso del paese; così sul lato orientale sorgeva la chiesa di S. Giorgio (sotto la quale sono stati rinvenuti scheletri umani di eccezionali dimensioni (Normanni?); su quello meridionale, la piccola chiesetta di San Rocco; ad ovest la chiesa dell'Addolorata e a nord la chiesa del Crocifisso. La posizione di quest'ultima - oggi centrale – in tempi più antichi segnava, per chi proveniva dal lato settentrionale, un punto di entrata (è ancora esistente il tracciato che conduceva a Centrache, principale tragitto per Squillace prima della costruzione post-unitaria della strada Statale 382). La chiesa, posta al limite del nucleo urbano, rappresentava una sorta di porta urbis dalla quale si diramavano tre percorsi primari corrispondenti oggi a via Toselli, via Marconi, via V. Emanuele.
Una seconda linea di espansione urbana è costituita dall'odierna via Duca degli Abruzzi, denominata “il fiume “, toponimo legato molto probabilmente al canale di scorrimento dell'acqua che dal mulino arrivava sino all'attuale piazza per poi incanalarsi per l'attuale via Risorgimento. Il suo sviluppo è dovuto proprio alla presenza del mulino lungo un asse viario probabilmente già esistente e segnato all'imbocco dalla piccola chiesa dell'Addolorata.

## Infrastrutture e trasporti
Il comune è interessato dalle seguenti direttrici stradali:

## Amministrazione
| Periodo        | Periodo        | Primo cittadino             | Partito                               | Carica                    | Note |
| -------------- | -------------- | --------------------------- | ------------------------------------- | ------------------------- | ---- |
| 23 aprile 1995 | 13 giugno 1999 | Vittorio Antonio Lupis      | Socialisti Italiani                   | sindaco                   |      |
| 13 giugno 1999 | 13 giugno 2004 | Vittorio Antonio Lupis      | lista civica di centro-sinistra       | sindaco                   |      |
| 13 giugno 2004 | 7 giugno 2009  | Renato Puntieri             | lista civica di centro-destra         | sindaco                   |      |
| 7 giugno 2009  | 12 luglio 2011 | Francesco Rosario Corradino | lista civica                          | sindaco                   |      |
| 12 luglio 2011 | 7 maggio 2012  |                             |                                       | commissario straordinario |      |
| 7 maggio 2012  | 11 giugno 2017 | Renato Vito Puntieri        | lista civica "Pace"                   | sindaco                   |      |
| 11 giugno 2017 | in carica      | Nicola Malta                | lista civica "Uniti per la Rinascita" | sindaco                   |      |